# Hirokazu Yagi
Hirokazu Yagi (japanska: 八木 弘和) född 26 december 1959 i Yoichi på ön Hokkaidō, är en japansk tidigare backhoppare som representerade Taku Gin.

## Karriär
Hirokazu Yagi debuterade i tysk-österrikiska backhopparveckan den 30 december 1978 i Oberstdorf, där han tog en 40:e plats. Han deltog första säsongen världscupen arrangerades (1979/1980) och blev nummer 4 totalt. Han deltog fyra säsonger i världscupen. Första säsongen var hans mest framgångsrika. Han hade en delseger i världscupen, i Sapporo 12 januari 1980. 
Yagi deltog i två olympiska spel. I OS 1980 i Lake Placid i New York startade backhoppningen med tävlingen i normalbacken. Yagi gjorde sin bästa tävling i karriären och vann silvermedaljen tillsammans med Manfred Deckert från Östtyskland. Toni Innauer från Österrike vann med stor margin, 17,1 poäng. I stora backen blev Yagi nummer 19.
Under OS 1984 i Sarajevo i dåvarande Jugoslavien blev Yagi nummer 55 och i stora backen nummer 19. OS-tävlingen i stora backen var Hirokazu Yagis sista internationella backhoppstävling.